# Afghanicenus
Afghanicenus är ett släkte av skalbaggar. Afghanicenus ingår i familjen långhorningar.
Kladogram enligt Catalogue of Life:
| Afghanicenus | \| \| Afghanicenus aulicus \| \| \| \| \| \| Afghanicenus dressi \| \| \| \| \| \| Afghanicenus nuristanicus \| \| \| \| |
|              | \| \| Afghanicenus aulicus \| \| \| \| \| \| Afghanicenus dressi \| \| \| \| \| \| Afghanicenus nuristanicus \| \| \| \| |
|              | Afghanicenus aulicus |
|              | |
|              | Afghanicenus dressi |
|              | |
|              | Afghanicenus nuristanicus                                                                                                |
|              | |